# Môlča, Banská Bystrica
Môlča este o comună slovacă, aflată în districtul Banská Bystrica din regiunea Banská Bystrica. Localitatea se află la altitudinea de 453 m deasupra n.m., se întinde pe o suprafață de 9,39 km2 și în 2017 număra 371 de locuitori.

## Istoric
Localitatea Môlča este atestată documentar din 1424.

## Demografie
| An:                | 1994 | 2004    | 2014   | 2024    |
| ------------------ | ---- | ------- | ------ | ------- |
| Număr de persoane: | 299  | 358     | 354    | 435     |
| Diferență:         |      | +19,73% | −1,11% | +22,88% |

| An:                | 2023 | 2024   |
| ------------------ | ---- | ------ |
| Număr de persoane: | 440  | 435    |
| Diferență:         |      | −1,13% |